# Thorni vérfürdő
Thorni vérfürdő néven ismert az akkor a Királyi Poroszországhoz tartozó Thorn városában a polgármester és több városi polgár kivégzése 1724. december 7-én. A halálos ítéleteket a varsói királyi törvényszék szabta ki a városi lutheránus lakosság és a jezsuiták között kitört konfliktus következtében.

## Háttere
Thorn városát a Német Lovagrend alapította 1231-ben a kulmi jog szerint, és német telepesekkel népesítette be. A város 1454-ben Danziggal és Elbinggel együtt fellázadt a lovagrend ellen, és a lengyel király oltalmát kérte. A tizenhárom éves háborút 1466-ban lezáró második thorni békeszerződéssel a lovagrend államát két részre osztották, a nyugati része a lengyel királyság része maradt, a keleti részt továbbra is a lovagrend uralta, de a lengyel király vazallusaként.
1525-ben  Brandenburgi Albert, a lovagrend nagymestere világi hercegséggé alakította át a lovagrend államát, és létrehozta Európában az első lutheránus államegyházat. A Lengyel Királyság továbbra is katolikus maradt, de a lutheránus városok polgárai a királyi kiváltságlevelek és ígéretek értelmében szabadon gyakorolhatták vallásukat.
A jezsuiták az ellenreformáció során, 1564-ben érkeztek Lengyelországba, és 1595-ben kerültek Thornba. 1596-ban a thorni Szent János-templomot, amelyet a lutheránusok és katolikusok addig közösen használtak, át kellett adni a katolikusok kizárólagos használatába. Négy évvel később a templom és a hozzá tartozó iskola a jezsuitákhoz került; a környékbeli lengyel nemesség a jezsuita iskolába íratta be gyermekeit.
1645-ben IV. Ulászló Thornba hívta össze a felekezetek közötti „Szeretet kollokviumát”, amelyen protestáns és katolikus teológusok tárgyaltak a köztük levő nézetkülönbségekről, de nem jutottak megegyezésre.
A városban 1674-ben a fő templomok a lutheránus felekezethez tartoztak, de két katolikus templom is volt, a domonkosoké és a jezsuitáké; a két keresztény felekezet ekkor még problémamentesen élt egymás mellett. 1682-ben a felekezetközi feszültségek már érezhetőek voltak; az úrnapi körmenetkor az egyetlen megmaradt lutheránus templomot a polgárőrséggel kellett őriztetni, nehogy a katolikusok elfoglalják.
Az 1703–1721 közötti nagy északi háborúban Thorn svéd megszállás alá került, és súlyos károkat szenvedett, amelyeket 1724-ig nem sikerült helyreállítani. 1703 és 1718 a városban különböző pártállású lengyel, továbbá orosz, tatár, kozák, svéd és szász csapatok fordultak meg, mindannyian elszállásolást és pénzt követelve. A város kasszáját tovább apasztotta 1709-ben II. Ágost lengyel király és a rendi gyűlés, 1711-ben az orosz trónörökös és felesége ott tartózkodása. Ráadásul 1708–1710 között pestis sújtotta Thornt. A városi tanács kölcsönök felvételére kényszerült, többek között az általuk gyűlölt jezsuitáktól. A pénzügyi helyzet rendezésére a város különadókat vetett ki.

## Története

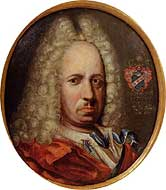
Johann Gottfried Roesner polgármester

1724. július 16-án a körmenetet a jezsuita kollégium diákjai és a lutheránus nézelődők közötti verekedés zavarta meg. A jezsuiták szerint a konfliktus kiváltó oka az volt, hogy egy sértegetéseket kiabáló polgár nem volt hajlandó kalapot emelni, erre az egyik diák leverte a fejéről. A lutheránusok szerint viszont a verekedés azzal kezdődött, hogy a körmenetben résztvevő diákok letérdelésre kényszerítették a lutheránus polgárokat.
Július 17-én a zavargás az egész városra kiterjedt. A polgármester elfogatott néhány katolikus diákot, válaszul a katolikusok lutheránusokat fogtak el és tartottak túszul. A csőcselék megtámadta a jezsuita kollégiumot, berendezését kidobálták az utcára, és felgyújtották. „Asszony, védd magad!” felkiáltással elégették Szűz Mária szobrát is, ami különösen sértőnek minősült. A jezsuiták szerint a kollégium feldúlása a rend megőrzésére képtelen városi elöljáróság hibájából történt, a lutheránusok szerint viszont pont a jezsuiták váltották ki azzal, hogy fegyverrel támadtak a polgármester által a kollégiumot megvédeni küldött őrségre. A tömeget végül a városban állomásozó királyi gárda oszlatta fel; a zavargás nem járt halálos áldozattal, viszont néhány katolikus enyhébben, egy királyi gárdista pedig súlyosan megsebesült.
A zavargást követően Johann Gottfried Roesner polgármester vizsgálatot rendelt el, ennek érdekében lezáratta a város kapuit, hogy a gyanúsítottak el ne menekülhessenek. A városban német és lengyel nyelvű kiáltványt adtak ki, amelyben büntetés terhe alatt megtiltották a polgároknak, hogy egyenetlenségekre adjanak okot. A kihallgatások már július 18-án megkezdődtek, ennek ellenére a jezsuita elöljáró levélben fordult a lengyel nagykancellárhoz, amelyben panaszt tett az őket ért igazságtalanság miatt.
A jezsuiták vallomása alapján a varsói királyi törvényszék lázadás vádjával eljárást indított a thorni polgárok ellen. November 16-án a polgármestert és helyettesét lefejezésre ítélték, mert nem akadályozták meg a lázadást. További valahány polgárt, akik elsőként támadtak a kollégiumra, szintén halálra ítéltek. (Az elítéltek száma egyes források szerint 15, más források szerint 9, megint más források szerint pontosan nem ismert, de kevesebb, mint tizenöt). A Szűz Mária-szobor megszentségtelenítésében vétkes két polgárra megcsonkítás, felnégyelés és máglyahalál várt. Az elítéltek a katolikus hitre térésért cserébe kegyelmet kaphattak. A halálos ítéletek mellett számos pénzbüntetést, vagyonelkobzást és száműzetést is szabtak ki. A város lutheránus templomát át kellett adni a ferencrendieknek, és a katolikuoké lett egy lutheránus iskola, egy kápolna és egy nyomda is. Azt is előírták, hogy a továbbiakban a városi tanács katolikus többségű legyen.
Az ítéletet követően a városi tanács tárgyalásokat kezdett a jezsuitákkal, hogy próbálják elérni az ítélet enyhítését. A jezsuiták azonban pénzügyi feltételeket szabtak a közbenjárásukért cserébe, ezeket azonban a rossz anyagi helyzetben levő város nem tudott teljesíteni. Utolsó kétségbeesett kísérletként követséget küldtek Varsóba, ennek azonban nem sikerült a király elé jutnia.
A halálos ítéleteket 1724. december 7-én hajtották végre. Két ember kegyelmet kapott, az egyik a kivégzés előtt katolikus hitre tért, a polgármester helyettese, Jakub Henryk Zerneke pedig királyi kegyelemben részesült. A kivégzés napján a ferencesek hálaadó misét tartottak újonnan megszerzett templomukban.

## Értékelése és emlékezete
A Hohenzollern-ház saját céljaira használta ki az eseményeket: hogy a Királyi Poroszföld német városait eltávolítsák a Lengyel–Litván Uniótól, felnagyították a lutheránusokat ért igazságtalanságokat, és egész Európában elhíresztelték. A híreket Európa protestáns része eleinte hitetlenkedve fogadta, majd a hitetlenkedés a kivégzéseket követően felháborodásba fordult át; a kortársak az eseményt a protestánsok elleni katolikus támadások részeként értékelték.
Az evangélikus egyház december 7-én tartja a thorni vérfürdő vértanúinak emléknapját.